# Проспект Переможців (Мінськ)
Проспект Переможців (біл. Праспект Пераможцаў) — один з найважливіших проспектів Мінська, столиці Білорусі.

## Історія
До 1980 року називався Парковою магістраллю, у 1980—2005 роках — проспектом Машерова (на честь партійного діяча Петра Мироновича Машерова).
2005 року на честь шістдесятиріччя перемоги у німецько-радянській війні перейменований на проспект Переможців.

## Фотогалерея

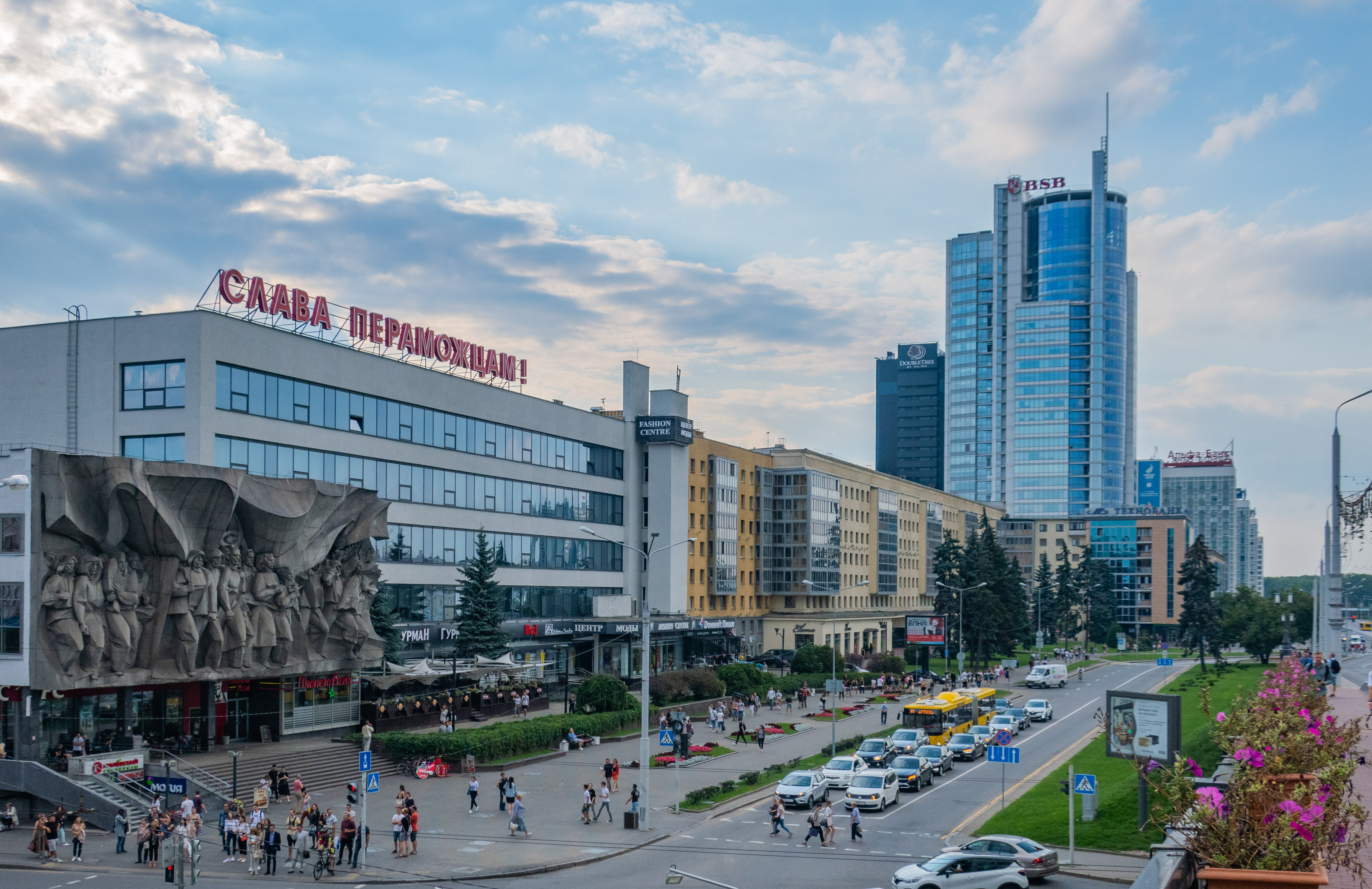
Проспект Переможців
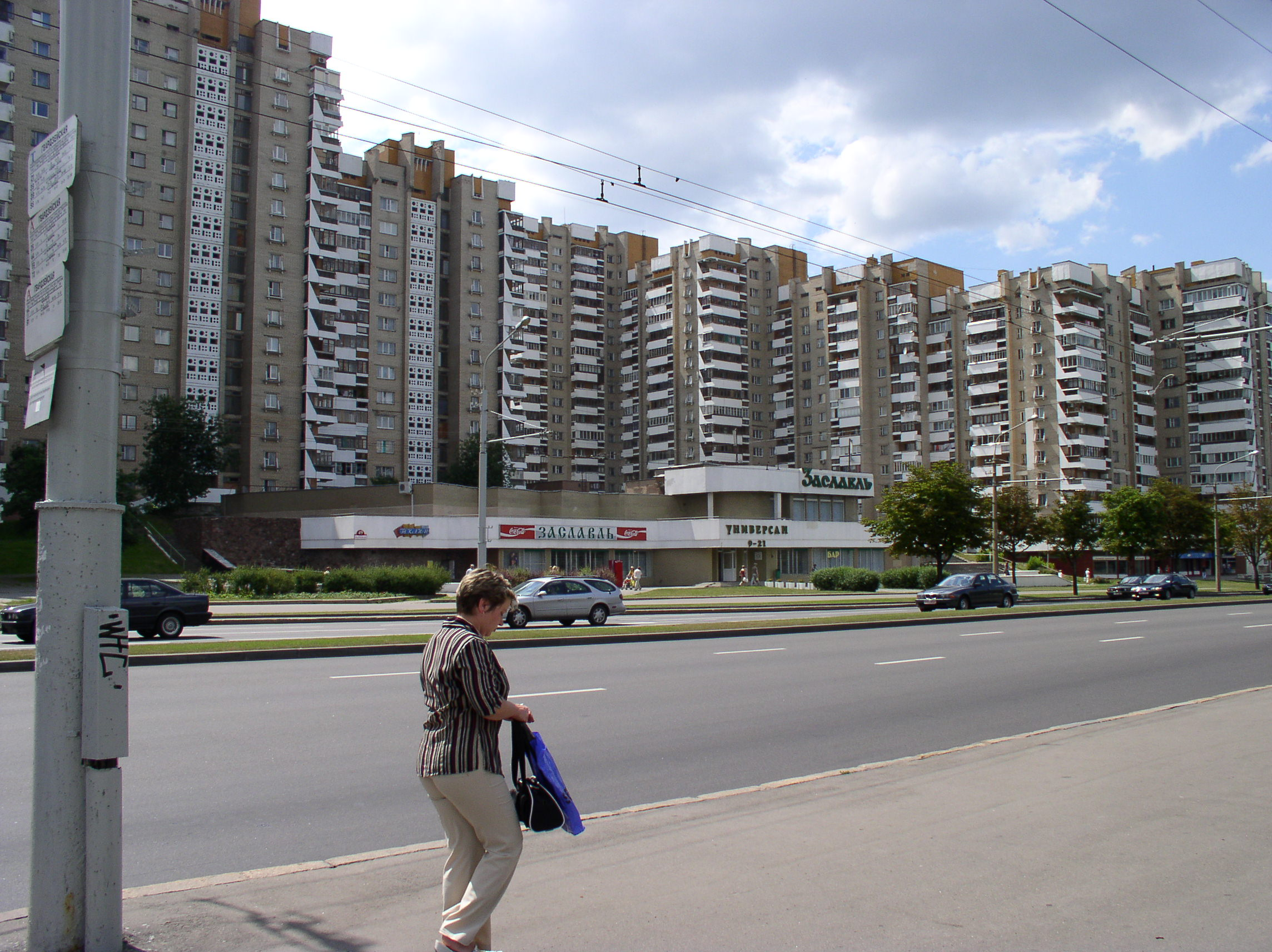
Проспект Переможців
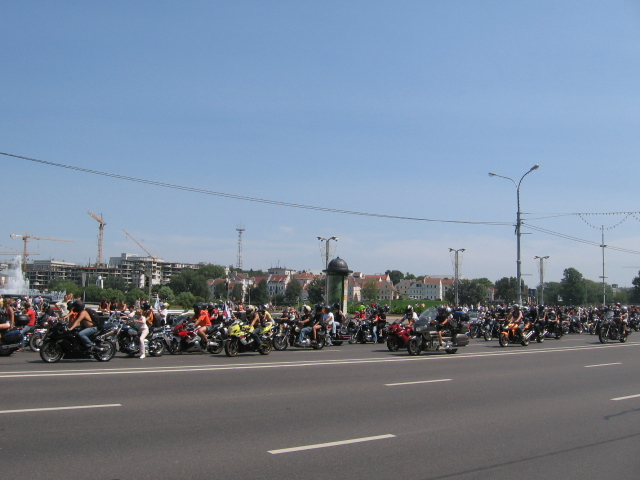
Хода байкерів на проспекті (24.07.2010)
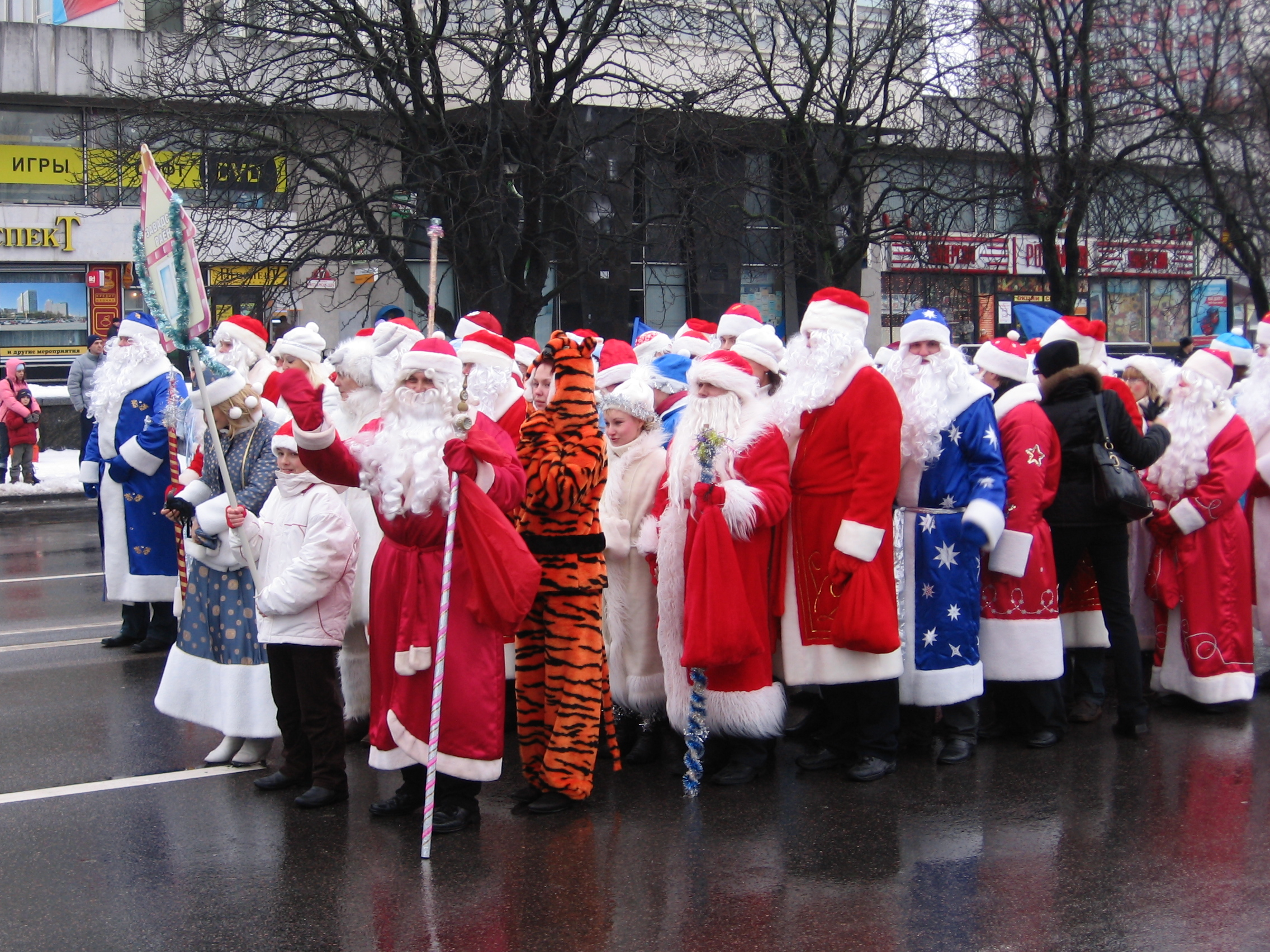
Хода Дідів Морозів на проспекті (25.12.2009)